# Carregal do Sal
Carregal do Sal és un municipi portuguès, situat al districte de Viseu, a la regió del Centre i a la subregió de Dão-Lafões. L'any 2006 tenia 10.635 habitants. Es divideix en 7 freguesias. Limita al nord-est amb Nelas, al sud-est amb Oliveira do Hospital i Tábua, a l'oest amb Santa Comba Dão, al nordoeste amb Tondela i al nord amb Viseu.

## Població
| Població del concelho de Carregal do Sal (1801 – 2004) | Població del concelho de Carregal do Sal (1801 – 2004) | Població del concelho de Carregal do Sal (1801 – 2004) | Població del concelho de Carregal do Sal (1801 – 2004) | Població del concelho de Carregal do Sal (1801 – 2004) | Població del concelho de Carregal do Sal (1801 – 2004) | Població del concelho de Carregal do Sal (1801 – 2004) | Població del concelho de Carregal do Sal (1801 – 2004) | Població del concelho de Carregal do Sal (1801 – 2004) |
| ------------------------------------------------------ | ------------------------------------------------------ | ------------------------------------------------------ | ------------------------------------------------------ | ------------------------------------------------------ | ------------------------------------------------------ | ------------------------------------------------------ | ------------------------------------------------------ | ------------------------------------------------------ |
| 1849                                                   | 1900                                                   | 1930                                                   | 1960                                                   | 1981                                                   | 1991                                                   | 2001                                                   | 2004                                                   |                                                        |
| 8650                                                   | 14106                                                  | 14946                                                  | 13468                                                  | 11137                                                  | 10992                                                  | 10411                                                  | 10555                                                  |                                                        |

## Fregesies
- Beijós
- Cabanas de Viriato
- Currelos (Carregal do Sal)
- Oliveira do Conde (Carregal do Sal)
- Papízios
- Parada
- Sobral, anteriorment Sobral de Papízios